# 小早川弘平
小早川弘平（生年不詳－卒年不詳）是日本戰國時代在安藝國的國人領主。竹原小早川氏第12代當主。室町幕府奉公眾。父親是小早川弘景。
元服時依家中慣例，受大內政弘下賜偏諱而改名為弘平（為了不與父親同名，名字中的第2個字不使用本家的通字「景」字，而是使用「平」字，不過「平」字是沼田小早川家的通字，因此有說法指這是兩小早川家融和政策的一環）。

## 生平
應仁元年（1467年）10月2日、受父親弘景讓予家督。在應仁之亂中加入西軍的竹原小早川家被幕府疏遠，不過在文明17年（1486年）12月被赦免。文明18年（1486年），被任命為中務少輔。此後復歸為奉公眾。
永正4年（1507年），細川政元被家臣暗殺，而被政元流放的足利義尹被大內義興（政弘的兒子）擁立並開始上洛，此時亦有跟隨。永正8年（1511年），參加船岡山之戰。
另一方面，惣領沼田小早川家的家督在小早川扶平死後由4歳的小早川興平繼承，而足利義尹（後來改名為義稙）復歸室町幕府將軍職後，大內義興等人認為並不妥善，而沒有安排興平得到所領安堵的大內氏則希望由弘平繼承，不過此時只擔任興平的後見役，並沒有要求所領，以求在應仁化亂以來關係險惡的兩小早川家達成融和，而為了加強關係，在兒子興景出生前為止，收興平的弟弟福鶴丸為養子。
永正9年（1512年），在安藝國附近的有力國人天野興次、天野元貞、毛利興元、平賀弘保、阿曾沼弘定、阿曾沼弘秀、高橋元光、野間興勝、吉川元經等人為了互相確保權力而結成一揆盟約時，亦代表沼田、竹原兩小早川家署名。